# 浦ノ濱栄治郎
浦ノ濱 栄治郎（うらのはま えいじろう、1889年2月20日 - 1945年10月30日）は、新潟県三島郡（現在の小千谷市）出身で浦風部屋に所属した大相撲力士。本名は滑川 丑五郎（なめりかわ うしごろう）、旧姓は丸山。身長171cm、体重101kg。得意手は左四つ、吊り。最高位は関脇。

## 人物
新潟県出身。板前修業に上京するも県人の財閥より体格より勧められ、相撲界へ浦風部屋へ入門。1906年5月序ノ口。1911年2月十両に昇進、1913年1月新入幕。6勝2敗1分1預で優勝旗手となる。均整の取れた体格で、吊りをはじめとする派手な取り口は「浦さま」と呼ばれた美貌とあわせ、女性に人気が有った。大物食いとしても鳴らして花形力士。1913年5月に駒ヶ嶽、1914年5月に大関西ノ海、1916年5月に大錦を破った。1917年には師匠の死去により、二枚鑑札で浦風を襲名。1922年1月引退。浦風部屋を継承し、太郎山、兼六山らを育てる。料亭経営のため、1930年廃業した。

## 略歴
- 1906年（明治39年）5月場所 - 初土俵（序ノ口）
- 1911年（明治44年）2月場所 - 新十両
- 1913年（大正2年）1月場所 - 新入幕
- 1915年（大正4年）6月場所 - 新関脇
- 1917年（大正6年）5月 - 二枚鑑札で年寄・浦風を襲名
- 1922年（大正11年）1月場所 - 現役引退、年寄専務
- 1930年（昭和5年）5月 - 年寄廃業
- 1933年（昭和8年） - 赤坂でお座敷天麩羅「冨貴」を経営

## 主な成績
- 通算成績：70勝72敗58休3分9預 勝率.476[3]（32場所）
- 幕内成績：58勝65敗58休2分7預 勝率.453（19場所）
- 各段優勝：十両1回（1912年5月場所）

### 場所別成績
| 1906年 （明治39年） | x                       | 西序ノ口19枚目 –         |
| 1907年 （明治40年） | 西序二段13枚目 –        | 西三段目46枚目 –         |
| 1908年 （明治41年） | 東三段目39枚目 –        | 西三段目29枚目 –         |
| 1909年 （明治42年） | 西三段目5枚目 –         | 東幕下37枚目 –           |
| 1910年 （明治43年） | 東幕下29枚目 –          | 東幕下5枚目 3–1 2預      |
| 1911年 （明治44年） | 東十両9枚目 3–2         | 西十両4枚目 2–4 1分      |
| 1912年 （明治45年） | 西十両13枚目 2–1 1預    | 西十両7枚目 優勝 5–0 1預 |
| 1913年 （大正2年） | 西前頭17枚目 6–2 1分1預 | 東前頭2枚目 5–4–1        |
| 1914年 （大正3年） | 東前頭3枚目 0–5–5       | 西前頭9枚目 5–4–1        |
| 1915年 （大正4年） | 西前頭筆頭 5–2 1分2預   | 西関脇 4–6               |
| 1916年 （大正5年） | 西前頭2枚目 3–3–4       | 西小結 2–6 2預           |
| 1917年 （大正6年） | 東前頭6枚目 2–6 1分1預  | 東前頭9枚目 2–5–3        |
| 1918年 （大正7年） | 西前頭11枚目 2–1–7      | 西前頭6枚目 0–4–6        |
| 1919年 （大正8年） | 西前頭12枚目 0–0–10     | 西前頭18枚目 5–0–5       |
| 1920年 （大正9年） | 西前頭12枚目 6–4        | 東前頭7枚目 2–3–5        |
| 1921年 （大正10年） | 東前頭13枚目 5–4–1      | 東前頭7枚目 4–6          |
| 1922年 （大正11年） | 東前頭8枚目 引退 0–0–10 | x                        |
| 各欄の数字は、「勝ち-負け-休場」を示す。 優勝 引退 休場 十両 幕下 三賞：敢=敢闘賞、殊=殊勲賞、技=技能賞 その他：★=金星 番付階級：幕内 - 十両 - 幕下 - 三段目 - 序二段 - 序ノ口 幕内序列：横綱 - 大関 - 関脇 - 小結 - 前頭（「#数字」は各位内の序列） |                         |                          |

- 幕下以下の地位は小島貞二コレクションの番付実物画像による。

## 改名歴
- 浦ノ濱 栄治郎（うらのはま えいじろう）：1906年1月場所 - 1918年5月場所
- 小松山 栄治郎（こまつやま えいじろう）：1919年1月場所 - 1921年5月場所
- 浦風 林右エ門（うらかぜ りんえもん）：1922年1月場所（引退）